# Rudolf Hertel
Rudolf Ernst August Hertel (* 27. August 1826 in Schalkau; † 22. August 1885 in Salzungen) war ein deutscher Jurist und Politiker.

## Leben
Als Sohn eines herzoglich-meiningischen Amtssekretärs geboren, studierte Hertel nach dem Besuch des Gymnasiums in Meiningen Rechtswissenschaften in Jena und Göttingen. Während seines Studiums wurde er 1849 Mitglied der burschenschaftlichen Verbindung auf dem Burgkeller und 1857 Mitglied der Progreß-Burschenschaft Hercynia Göttingen. Er befürwortete die Revolution von 1848. Nach seinem Studium wurde er 1850 Appellationsgerichtssekretär und war dann am Kreisgericht Salzungen tätig. Später war er als Anwalt tätig. Von 1861 bis 1885 war er Bürgermeister bzw. ab 1882 Oberbürgermeister von Salzungen, ab 1876 auch Standesbeamter. Ab 1866 war er Abgeordneter im Sachsen-Meiningischen Landtag. Nebenbei war er auch schriftstellerisch tätig.

## Ehrungen
In Bad Salzungen ist die Hertelstraße nach ihm benannt.